# Josef Groner
Josef Fulko Groner OP (* 7. Mai 1915 in Pfullendorf, Baden; † 18. Dezember 1997 in Freiburg im Üechtland) war Dominikaner, katholischer Moraltheologe und Sozialphilosoph, der als Nestor der katholischen Soziallehre galt.

## Leben
Nach seinem Abitur am Bertoltsgymnasium in Freiburg im Breisgau trat er 1936 in den Dominikanerorden ein. Sein philosophisches Studium begann er 1937 am Generalstudium der Dominikaner in Walberberg/Bonn. Dort begegneten sich Arthur F. Utz und er das erste Mal, Arthur F. Utz hielt damals dort die Vorlesungen für Philosophie (Metaphysik). Seitdem begleiteten beide einander.
Während des Krieges war er zwei Jahre lang Pfarrverweser der katholischen Gemeinde von Oberkirch. Die Hochachtung und der Dank dieser Gemeinde gibt Zeugnis von den seelsorglichen Qualitäten des jungen Priesters. Sein Predigertalent hat er auch später in seinen Sonntagsansprachen am Radio Beromünster bewiesen. Er war wirklich zutiefst ein Seelsorger, der die Sorgen der Menschen, die sich ihm anvertrauten, mittrug.
Nach dem Krieg promovierte er bei Theodor Müncker an der Universität Freiburg im Breisgau in Moraltheologie mit der Dissertation über den großen Thomasschüler Cajetan mit summa cum laude. Da man 1949 an der theologischen Fakultät von Fribourg einen Moraltheologen suchte, fiel naturgemäß das Augenmerk auf Josef Groner, der von seinem Doktorvater Müncker hochgeschätzt und empfohlen war. Die Wahl war gut, obwohl sie dem Lehrstuhlkandidaten Groner eigentlich nicht passte. Er war leidenschaftlich Seelsorger, konnte aber seine wissenschaftlichen Qualitäten nicht verbergen, wie er sie in der sowohl historisch wie theologisch ausgerichteten Publikation über Cajetan bewies. So kam er gewissermaßen schweren Herzens nach Fribourg. In diesen Jahren von 1947 bis kurz vor seinem Tod arbeiteten Groner und Utz zusammen.
Da die Redaktion der Deutschen Thomasausgabe Mühe hatte, geeignete Bearbeiter jener Bände zu finden, die sich mit der Moraltheologie befassen, war sie natürlich froh um Professor Groner. Er hat in der Zeit drei Bände herausgebracht, wozu er nicht nur die Anmerkungen und den Kommentar schrieb, sondern auch die Übersetzung übernommen hatte.
Er war nicht der Mann für „große Würfe“ in der philosophischen und theologischen Spekulation. Aber er war aufgrund seiner historischen Grundtendenz ein solider Bearbeiter historisch bedeutsamer Werke. Diese solide wissenschaftliche Methode bewog ihn auch, an den Thomasbänden von Arthur F. Utz mitzuarbeiten. Aufgrund eines Herzleidens gab er seine akademische Lehrtätigkeit bereits im Jahr 1975 auf.
Er war Mitglied der katholischen Studentenverbindung Carolingia-Fribourg im KV.

## Ehrungen
Am 7. Mai 1990, dem Tag seines 75. Geburtstages, wurde Groner zum Ehrenbürger der Stadt Pfullendorf ernannt. Als Geschenk überreichte ihm der damalige Bürgermeister Hartmuth Dinter ein Gemälde des Kunstmalers und späteren Ehrenbürgers Sigurd Lange, das eine Ansicht von Pfullendorf zeigt.